# Star Ocean: The Last Hope
Star Ocean: The Last Hope (スターオーシャン4?, Sutā Ōshan Fō) è un videogioco di ruolo alla giapponese (conosciuti anche come JRPG) sviluppato da tri-Ace e pubblicato dalla Square Enix.
Distribuito da Halifax, per la console Microsoft Xbox 360, è uscito in Italia il 5 giugno 2009.
È stata annunciata una versione International da Square Enix per PlayStation 3 uscita il 9 febbraio 2010.
Intitolato Star Ocean: The Last Hope International, il gioco contiene sia le voci inglesi che giapponesi, sottotitoli in varie lingue europee tra cui l'italiano e nuovi contenuti.
Una versione rimasterizzata intitolata Star Ocean: The Last Hope - 4K & Full HD Remaster è uscita nel novembre 2017 per PlayStation 4 e Microsoft Windows.

## Trama
In seguito a una terribile guerra nucleare il mondo si è tramutato in un deserto arido e contaminato, nel quale si trovano solo macerie e morte. La situazione è talmente grave da convincere le nazioni in lotta a siglare una pace immediata per non arrivare all'estinzione della razza umana. Purtroppo i danni sono oramai irreparabili, lasciando come unica opzione la creazione di un progetto di colonizzazione spaziale, nel tentativo di individuare un nuovo pianeta su cui stabilirsi.
Il protagonista, Edge Maverick, giovane membro della SRF (Forza di Ricognizione Spaziale), è stato scelto per far parte della missione. Al suo fianco la bella Reimi, alla quale è legato da una profonda amicizia. L'ultima speranza per un futuro migliore è riposta nelle mani e nel coraggio degli eroi che a costo della vita intraprendono una pericolosa avventura ai confini dell'universo conosciuto.

## Ambientazione
Star Ocean: The Last Hope è ambientato in una fusione di ambienti fantascientifici estremi e fantasy puri, nei quali coesistono astronavi spaziali e armi primitive.
Inoltre quest'ambientazione è resa più marcata dalla possibilità di spostarsi tra pianeti che si trovano a stadi di sviluppo molto diversi tra loro.

## Sistema di combattimento
Star Ocean: The Last Hope non sfrutta il classico sistema di combattimento a turni tipico dei giochi di ruolo giapponesi, ma usa un sistema di combattimento sistema real-time, durante il quale si potrà controllare un qualsiasi membro attivo del gruppo. Inoltre possono essere anche sostituiti con le riserve, per sfruttare le capacità di ogni personaggio e fare in modo che il gruppo infligga danni devastanti. Il numero massimo di personaggi utilizzabili in un combattimento è quattro.
Se i PV di un personaggio scendono a 0 il personaggio rimane nel team di combattimento, ma non è più possibile utilizzarlo se non per sostituirlo eventualmente con un altro.
- Beat: è lo stile di combattimento di un personaggio. Ce ne sono di 3 tipi diversi: attacco, neutrale e difesa. Vincendo le battaglie, lo stile di Beat aumenterà, potenziandone anche gli effetti.
- Poteri speciali: sono attacchi molto potenti che i personaggi apprendono salendo di livello. Prima di poterli usare in battaglia, dovranno essere assegnati al personaggio investendo così i suoi PC (Punti Capacità). Solo così potranno essere usati, a patto di avere PM (Punti Mentali) a sufficienza. Inoltre questi attacchi devastanti possono essere combinati per infliggere danni ancora maggiori.
- Combo a catena: se si attiva un potere speciale (o determinati simboli) e se ne utilizza un secondo quando il primo sta per terminare, si potrà eseguire una combo a catena. In un primo momento, ogni personaggio può avere fino a due poteri speciali o simboli da usare nelle combo a catena. Tuttavia, aumentando il livello di questa abilità, potrai assegnare fino a tre attacchi per comando così da infliggere danni devastanti.
- Modalità assalto: la barra di assalto aumenta ogni volta che viene inflitto un colpo, si viene colpito da un nemico o si prepara per un aggiramento. Una volta al massimo, è possibile attivare la modalità assalto o effettuare una combo assalto. Nella modalità assalto la barra di assalto diminuirà rapidamente, ma fino a quando non sarà esaurita gli spostamenti e gli attacchi del personaggio saranno più veloci, potrà subire meno danni e non essere messo fuori combattimento. L'esecuzione di una combo d'assalto svuoterà completamente la barra di assalto, ma consente di eseguire delle combo a catena senza subire il contrattacco nemico. Possono partecipare a queste combo anche agli altri membri del gruppo per una maggiore durata della sequenza degli attacchi e per infliggere danni letali.
- Aggiramenti: quando il personaggio è preso di mira da un nemico, potrà spostarsi alle sue spalle scomparendo dal suo campo visivo, con una mossa chiamata aggiramento. Attaccare un nemico con questa mossa ti permette di colpire per primo e infliggere un colpo critico.

## Personaggi
- Edge Maverick, il protagonista della vicenda
- Reimi Saionji, sua amica d'infanzia
- Crowe F. Almedio, terrestre partito con Edge e Reimi
- Faize Sheifa Beleth, un Eldariano
- Lymle Lemuri Phi, una Lemurisiana
- Bacchus D-79, un Morphus androide
- Meracle Chamlotte,  origini incerte, si presume di Roak
- Myuria Tionysus, una Morphus
- Sarah Jerand, una Featherfolk
- Arumat P. Thanatos, Comandante della 13ª divisione corazzata eldariana

## Razze
Durante il suo viaggio alla ricerca di una nuova casa per l'umanità, la Forza di Ricognizione Spaziale incontrerà molte razze aliene. Di seguito una descrizione di alcune di esse.
- Eldariani – una specie di esseri intelligenti originari del pianeta Eldar, non presentano molte differenze dai terrestri. Vivono in condizioni ambientali piuttosto difficili a causa di un sole ormai divenuto gigantesco, ma le abilità tecnologiche consentono loro di superare gli elementi e preservare la vita sul pianeta.
- Lemurisiani – una razza amichevole di umani che vive su Lemuris. Esteriormente sono molto simili ai terrestri e si distinguono soprattutto per una statura inferiore. La loro cultura include una sola forma di simbologia, usata unicamente dalle donne della razza.
- Morphus – molto simile nell'aspetto ai terrestri, i Morphus discendono da un gruppo noto come gli "osservatori dello spazio". Sebbene siano molto avanzati a livello scientifico, i Morphus evitano deliberatamente ogni interferenza culturale e storica, preferendo agire dietro le quinte per risolvere ogni problema nello spazio profondo.
- Cardianon – una specie umanoide che discende dai rettili. Diverse centinaia di secoli fa, grazie all'esposizione a sostanze misteriose, fu rapidamente trasformata in una razza intelligente e dotata di un'abilità scientifica molto avanzata. Tuttavia, dopo un tentativo fallito di meccanizzare completamente il pianeta, la loro terra natia fu distrutta e i Cardianon iniziarono a invadere tutti i pianeti confinanti e ospitali, alla ricerca di una nuova terra da colonizzare.
- Felipodi – una razza molto curiosa e dotata di spirito di esplorazione che discende dai felini, in particolare da gatti e leoni. Rispetto alle altre specie, hanno un olfatto e un udito molto sviluppati, oltre a un'ottima vista al buio.
- Featherfolk – una razza dotata di grandi ali sulle spalle che discende da alcune specie di uccelli. Il processo evolutivo ha diviso in due parti l'osso dell'omero, consentendo alla razza dei Featherfolk di sviluppare sia braccia che ali.

## Pianeti
Nell'immenso universo di Star Ocean: The Last Hope ci sono molti pianeti che si possono visitare:
- Aeos - Il primo pianeta su cui è possibile atterrare, con un ecosistema molto simile a quello della Terra e popolato da insetti giganti.
- Lemuris – Un piccolo pianeta, grande circa metà della Terra, che i Lemuriani chiamano casa. Il loro livello di civilizzazione può paragonarsi a quello del XIV secolo sulla Terra.
- Roak – Un pianeta localizzato nel Settore Teta della Via Lattea, relativamente vicino al sistema solare. Il suo paesaggio è dominato da tre continenti, ognuno occupato da una varietà di forme di vita intelligenti. Roak sarà teatro di alcuni momenti molto importanti nella storia spaziale.
- En II – Un pianeta con un ecosistema naturale completo abitato dai Morphus.

## Colonna sonora
La colonna sonora di Star Ocean: The Last Hope è stata composta da Motoi Sakuraba, il quale ha lavorato anche per i precedenti capitoli della serie ed a altri giochi sviluppati da tri-Ace. La colonna sonora è stata pubblicata in 2 parti:
- Star Ocean: The Last Hope Original Soundtrack - Un set di 3 CD contenente tutte le musiche del gioco per un totale di 71 tracce. Contiene anche un DVD extra con un'intervista a Sakuraba e altri contenuti.
- Star Ocean: The Last Hope Arrange Soundtrack - Una selezione di tracce originali accuratamente remixate.

## Accoglienza
La rivista Play Generation lo classificò come il sesto migliore gioco di ruolo del 2010.